# 湯本沛
湯本沛（？—？），字行仲，號玄洲，直隶苏州府长洲县匠籍，吴县人。明朝政治人物。

## 生平
天啓元年（1621年）辛酉科应天府鄉試舉人，天啓二年（1622年）聯捷壬戌科進士。礼部观政，三年十月授山阳知县。为知县三月，以贪酷致激民变，考察降五级。馈四百金于昆山顾秉谦，补上林典簿，拜倪文焕为父，引见崔呈秀，天啓六年擢为刑部山东司主事。所以刺讦同乡者，不遗余力。周顺昌之祸，实为其落井下石。一日，呈秀欲引本沛见魏忠贤，同乡前辈必无幸矣，忽中风嘴歪，不果见。随以刘铎事降调。汤氏于《春秋》浸淫多年，颇有心得。

## 家族
祖湯聘尹，隆庆二年（1568年）戊辰进士。